# Карофельд, Магнус
Магнус Карофельд (эст. Magnus Karofeld; 20 августа 1996, Раквере) — эстонский футболист, вратарь клуба «Курессааре».

## Биография
Воспитанник таллинского клуба «Реал». В 2011 году перешёл в юношескую команду «Флоры», а с 2012 года выступал на взрослом уровне за второй и третий составы клуба. В основном составе «Флоры» дебютировал в 2014 году в матчах ранних стадий Кубка Эстонии, а в чемпионате страны впервые появился на поле 15 сентября 2015 года в игре против «Нымме Калью», заменив в перерыве Майта Тоома. В 2017 году был отдан в аренду в «Пайде ЛМ», где за сезон сыграл 27 матчей в высшей лиге. В 2018 году вернулся в «Флору» и с сентября 2018 года до конца сезона, после отчисления из клуба Майта Тоома, был основным вратарём команды.
В начале 2019 года перешёл в «Курессааре».
Выступал за юношеские и молодёжные сборные Эстонии, начиная с 16 лет. В 2016 году на Кубке Содружества в составе молодёжной сборной стал бронзовым призёром и был признан лучшим вратарём турнира.